# ایزیس
ایزیس یا آیزیس (به یونانی: Ἶσις) (به انگلیسی: Isis)، الههٔ طبیعت، باززایی، ازدواج، تجسم ماهیت سحر و جادو و یکی از محبوب‌ترین الهه‌های مصر باستان به‌شمار می‌رود. او خواهر و همسر ازیریس بود و از او صاحب فرزندی به نام حوروس گشت. در افسانهٔ ایزیس او به دنبال جسد همسر خود، که توسط برادر دیگرش ست کشته شده بود می‌گشت. در یونان باستان با یو مطابق است. نام ایزیس به گفتهٔ پلوتارک به معنی «دانش» است. ایزیس به صورت یک زن با یک دیسک خورشید شکل در بین شاخ‌های گاوی بر روی سرش مجسم می‌شود.
ایزیس خدای مهر و مادری بود که به همه عشق می‌ورزید. گفته می‌شود که او بیماران را شفا می‌داد و از کودکان حفاظت می‌کرد. مصریان او را به عنوان محافظ و مادر فرعون می‌شناختند. تصویر او به همراه خواهرش نفتیس، در بسیاری از تابوت‌های باستانی مصر ترسیم شده‌است. تصور می‌شد که این نقاشی‌ها از مردگان در برابر ارواح شیطانی محافظت می‌کنند. چهار مجسمه ایزیس از مقبره توت‌عنخ‌آمون محافظت می‌کردند.
ایزد خورشید رع، به شو (هوا) فرمان داد تا نوت (آسمان) را با خشونت از برادرش گب (زمین) جدا سازد، او همچنین اعلام کرد، نوت نباید در هیچ ماهی از سال فرزندی به دنیا آورد. توث ایزد خرد، بر او دل سوزاند و در بازی از پیش تعیین شده با رع رقابت کرد و در آن پیروز شد و توانست بر ماه غلبه کند و هفتاد و دومین بهر نور ماه را به چنگ آورد که از آن پنج روز نو پدید آمد. در طی این روزها که متعلق به هیچ ماهی نبودند، نوت فرزندانی شامل ازیریس، ایزیس، ست و نفتیس را به دنیا آورد. ایزیس و ازیریس شیفته یکدیگر شدند و در حالی که هنوز در رحم نوت به سر می‌بردند زن و شوهر شدند. در طرف دیگر خواهرشان نفتیس نیز با ست ازدواج نمود. او همراه با شوهرش ازیریس، بر مصر فرمانروایی کردند و به مردم سرزمین خود تمام مهارت‌های اولیه تمدن را آموختند.
نام ایزیس به صورت اندیشه‌نگاشت (حروف تصویری) در مصر باستان به شکل بوده‌است.

## نمادشناسی
ایزیس را گاه در نقش زنی بالدار و گاه به نقش گاو به تصویر کشیده‌اند. این خدا تاجی بر سر دارد که قرص مانند و آراسته به پر و شاخ گاو می‌باشد. او با سیاره ونوس، مس، رنگ‌های زمرد و فیروزه‌ای مرتبط است.

## نام
ایزیس، نام یونانی می‌باشد که با تغییراتی از اسم مصری به اسم کنونی تبدیل شده‌است. این نام با اضافه کردن «اس» که یک دستور زبان یونانی می‌باشد یک کلمه یونانی می‌باشد.
تلفظ اصلی این نام به مصری همچنان نا معلوم می‌باشد زیرا در خط هیروگلیف از مصوت‌ها استفاده نمی‌شود. تحقیقات اخیر نام او را آسِت تلفظ می‌کند اما همچنان تلفظ آن نامعلوم می‌باشد.

## ریشه‌های تاریخی
ریشه‌های تاریخی او نامشخص می‌باشد، اما پژوهش گران بر این باورند این خدا در دلتای نیل به وجود آمده‌است. در تمدن هلنی ایسیس مانند دیگر خدایان مصر بوده‌است. اولین متونی که در مورد ایسیس حرف زده‌است متون ادبی در سلسله پنجم مصر می‌باشد. با این وجود فرقه او در اواخر تاریخ مصر درخشیده‌است.
در طول تاریخ برای ایسیس معابد بسیاری ساخته شده‌است. همچنین پیروان بسیاری در شمال یونان و آتن داشته‌است. کتیبه نشان می‌دهد پیروان او در گلهای، اسپانیا، پانونیا، آلمان، عربستان، آسیا صغیر، پرتغال و حتی در انگلیس زیارتگاه ساخته‌اند.

## معابد

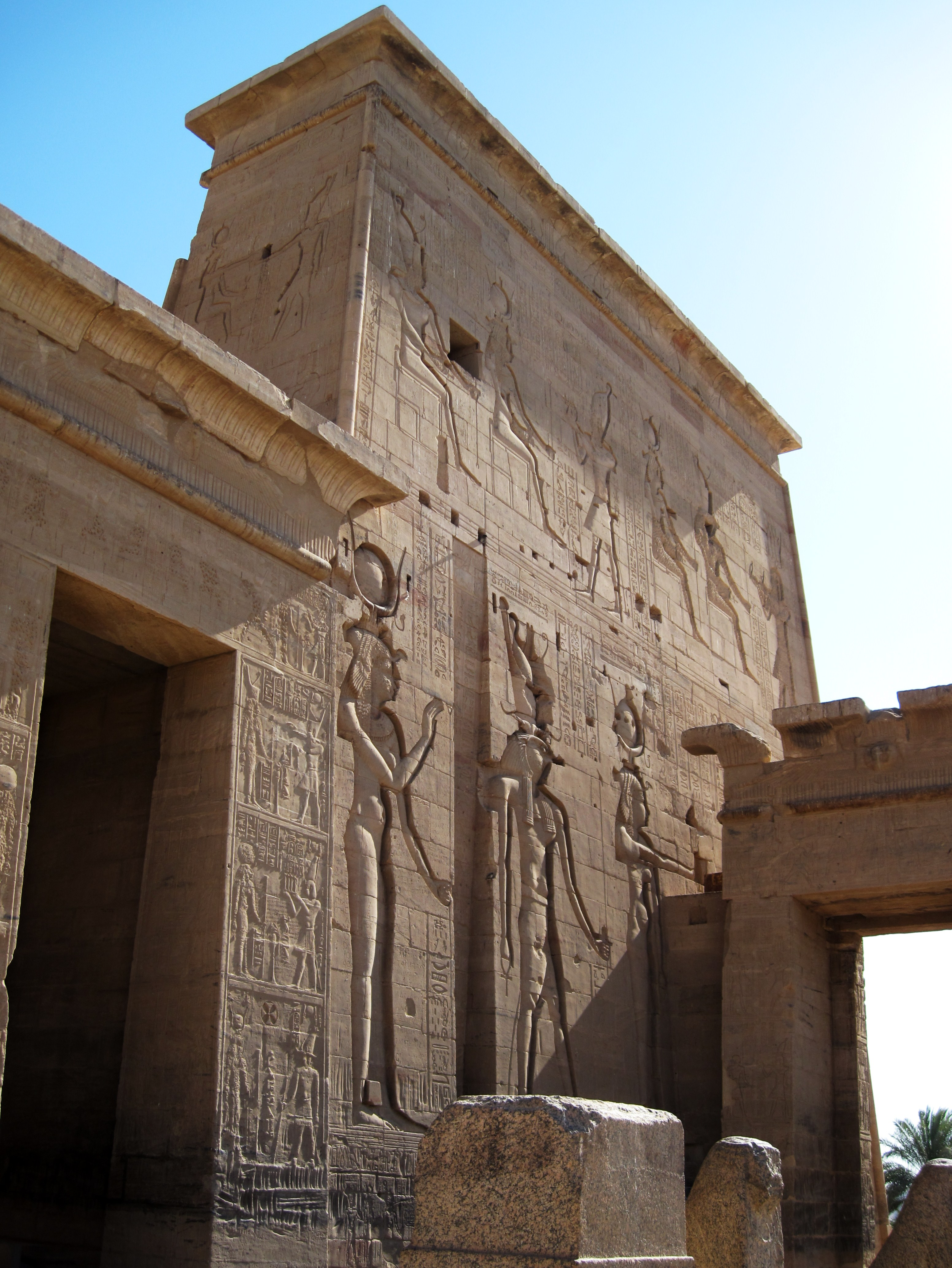
تصویری از معبد ایزیس

خدایان مصر در ابتدا به صورت دین‌های محلی پیروان جذب می کرند. سپس در شهرهای کوچک عبادتگاه‌هایی برای پرستش این خدایان ساخته می‌شده‌است. ایسیس نیز در ابتدا خدایی محلی در زمان پردیناتیک در ۳۱۰۰ سال قبل از میلاد در شمال دلتا بوده‌است. داستان مرگ این خدا پیروانی برای خود به‌دست آورد.
در نهایت این خدا در سراسر مصر و حتی خارج از مصر گسترش یافت. در نواحی مدیترانه به خدایانی همچون آفرودیت پیوست و برای خود پیروانی پیدا کرد. در یونان به عنوان خدای محافظ مادر و فرزند به‌شمار می‌رفته‌است. او همچنین به عنوان یکی از الهه‌های دریا نوردان تبدیل شد.
معابد بزرگی توسط أمنحوتب وأرسنوفیس ساخته شده‌است. اما مهم‌ترین آن‌ها حتحور است تأثیر بسیاری در تاریخ داشته‌است.
معابد ایزیس در عراق، یونان و رم ساخته شده‌است. در دلوس یکی از جزیره‌های یونان، به سبک قدیمی یونان برای او معبد ساخته‌اند. در فیله تا بعد از ظهور مسیحیت پیروان خود را داشته‌است. این جزیره در بلای نیل، تا قرن ۶ برای این خدا معابدی ایجاد کرده‌است. حتی فرمان تئوزیوس که دستور به نابودی تمام بت‌ها را داده بود در این جزیره اجراء نشد تا اینکه یوستینیانوس، تمام تصاویر را به قسطنطنیه برد. بعد آنکه تمام روحانیون را دستگیر کرد؛ معابد این خدا را بست.

### اجرای مراسم در معابد
در مراسم یادبود زنی در نقش ایزیس زانو زده و به یاد این فرزندان اش گریه کرده و نام فرزندان این خدا را مدام تکرار می‌کرده‌است.

## روحانیون
در این مورد اطلاعات بسیار کمی وجود دارد. اما دو نوع روحانی در مراسم‌های مخصوص این خدا شرکت داشته‌اند. یکی از این دو نوع روحانی، مقام شفا دهندگی و دیگری در مقام تفسیر رؤیا و توانایی برای کنترل آب و هوا را در این مراسم شرکت داشته‌اند.

## نشانه‌شناسی

### نشانه‌ها
با توجه به ارتباط بین گره‌ها و قدرت جادویی، ایزیس نمادی از تیت یا تت بوده‌است. او در دست راست خود، خون خویش را حمل می‌کرده‌است و در دست دیگر خود اسلحه‌ای داشته‌است. نماد اسلحه رو به پائین بوده‌است که نشان دهنده روز زنده شدن مردگان می‌باشد و در دست دیگر خون معنایی نامعلوم دارد. اما تیت طلسمی برای مرگان می‌باشد. این طلسم اغلب با چوب قرمز، سنگ، شیشه ساخته می‌شده‌است.
هر سال ستاره‌ای به نام ایزیس ظهور می‌کرده‌است که نمادی از تولد دوباره و تناسخ در جسم تازه، و همچنین به عنوان یک محافظ از مردگان ظهور می‌کرده‌است. کتاب مردگان به تشریح آیین خاصی از این خدا می‌پردازد یک مرده را در سفر دنیای مردگان محافظت می‌دارد. در هر نقطه از این کتاب و در هر کتیبه دیگر ایزیس عنوان خدای محافظ مرده نام برده شده‌است.

### توصیفات

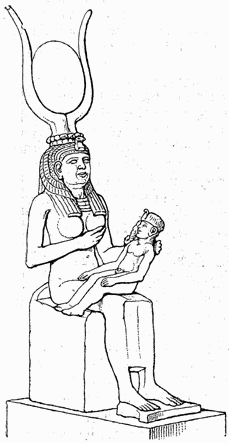
ایزیس و تاجی از شاخ گاو که در حال پرستاری از حوروس است.

در هنر این خدا دارای لباس بلند و تاجی در سر به نقاشی درآمده است. همچنین در کنار نیلوفر آبی یا درخت چنار کشیده شده‌است. در یکی از آرامگاه‌ها او به عنوان پرستار آن فرعون بر روی تخت کشیده شده‌است.
آرایش موی ایزیس با نشان تاجی از شاخ فیل کشیده شده‌است. همچنین دارای دو خورشید در سر و با سر یک گاو به نمایش درآمده است که با فرزند خود حوروس به نمایش درآمده است.
گاهی او را با نماد بادبادک به نمایش درآورده‌اند که همسر خود را سحر و جادو دوباره زنده کرده‌است. در اغلب موارد او را با نماد آنخ و کارکنان خود به نمایش درآمده است. در کتاب مردگان با آمدن ایزیس مردگان باری دیگر زنده خواهند شد. او سوار بر یک قایق و اسلحه خود ظهور خواهد کرد.

## در ادبیات
پلوتارک محقق یونانی در توصیف این الهه گفته‌است: «الهه‌ای فوق‌العاده باهوش و دوستار عقل و خرد، نام او برابر با عقل و خرد می‌باشد و دارای دانش و درک بالایی است.»
با این حال برای این خدا القاب بسیاری گذاشته شده‌است. در صاالحجر کتیبه‌های بسیاری در مورد این خدا پیدا شده‌است که در زمان اشغال مصر توسط یونان صفات این خدا به یونان راه یافته‌است.
در روم، در کمدی الاغ‌ها نوشته پلوتوس، در یکی از پاراگراف‌ها در مورد ایسیس نوشته شده‌است:
من را در اینجا ببینید. لوسیوس، در جواب نیایش‌های شما، من طبیعت هستم. مادر همگان، بانوی تمام عناصر سازنده، من کودکی‌ام را در اولین خاستگاه‌ها گذراندم. من مستقل از همه معنویات هستم؛ ملکه مرده، ملکه اقیانوس‌ها، ملکه‌ای جاودانه، مظهر تمام خدایان و خدا هستم. اشاره سر من تمام آسمان و اقیانوس‌ها را اداره می‌شوند… یونو و بلونا به من اطلاع رساندند… مصریان، آنان که در یادگیری و پرستش در بهترین مکان قرار دارند با من ارتباط برقرار کردند… ملکه ایزیس

## اسطوره‌شناسی

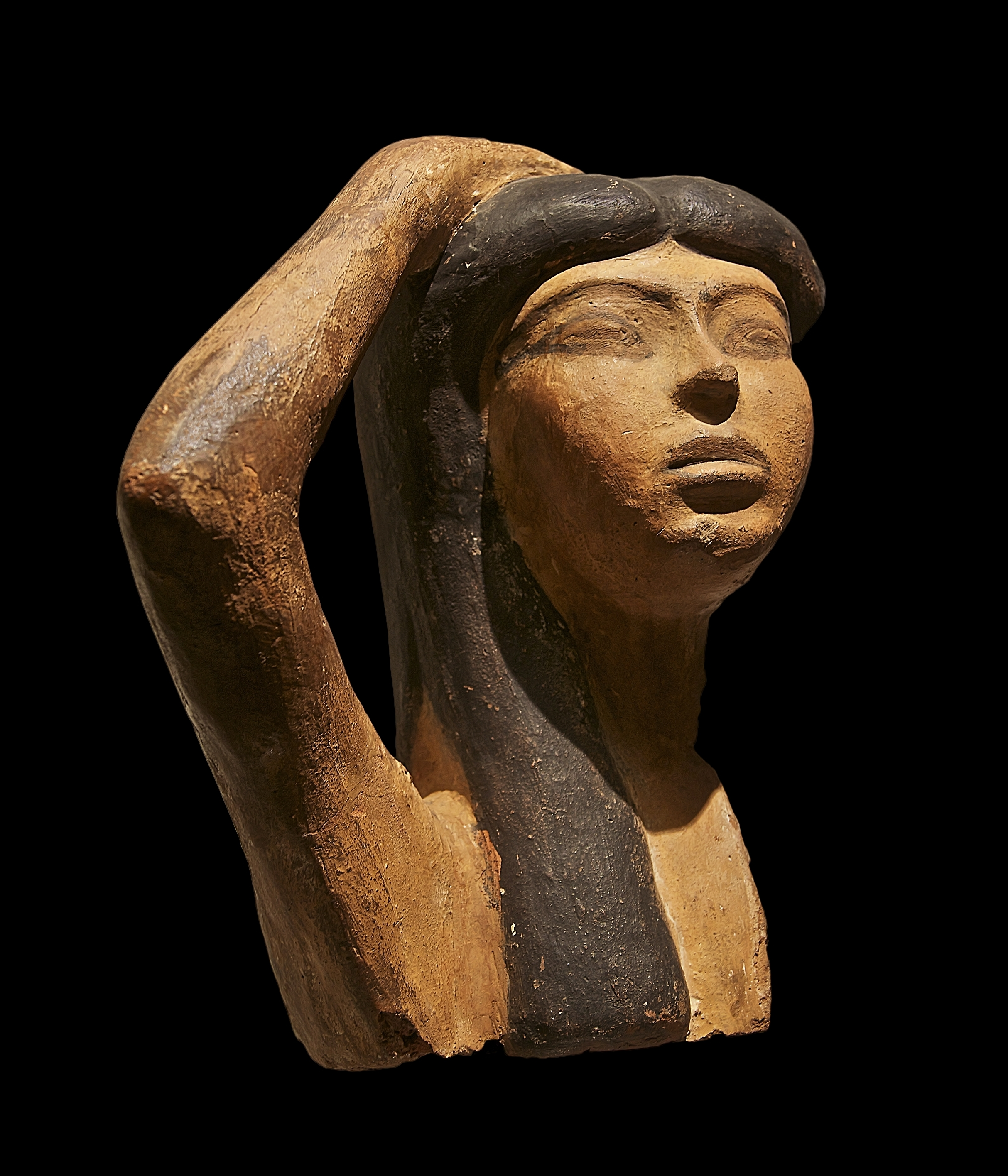
تندیسی متعلق به دودمان هجدهم مصر باستان از (احتمالا) ایزیس در حین سوگواری برای ازیریس. این تندیس در مالکیت موزه لوور قرار دارد.

## نگارخانه

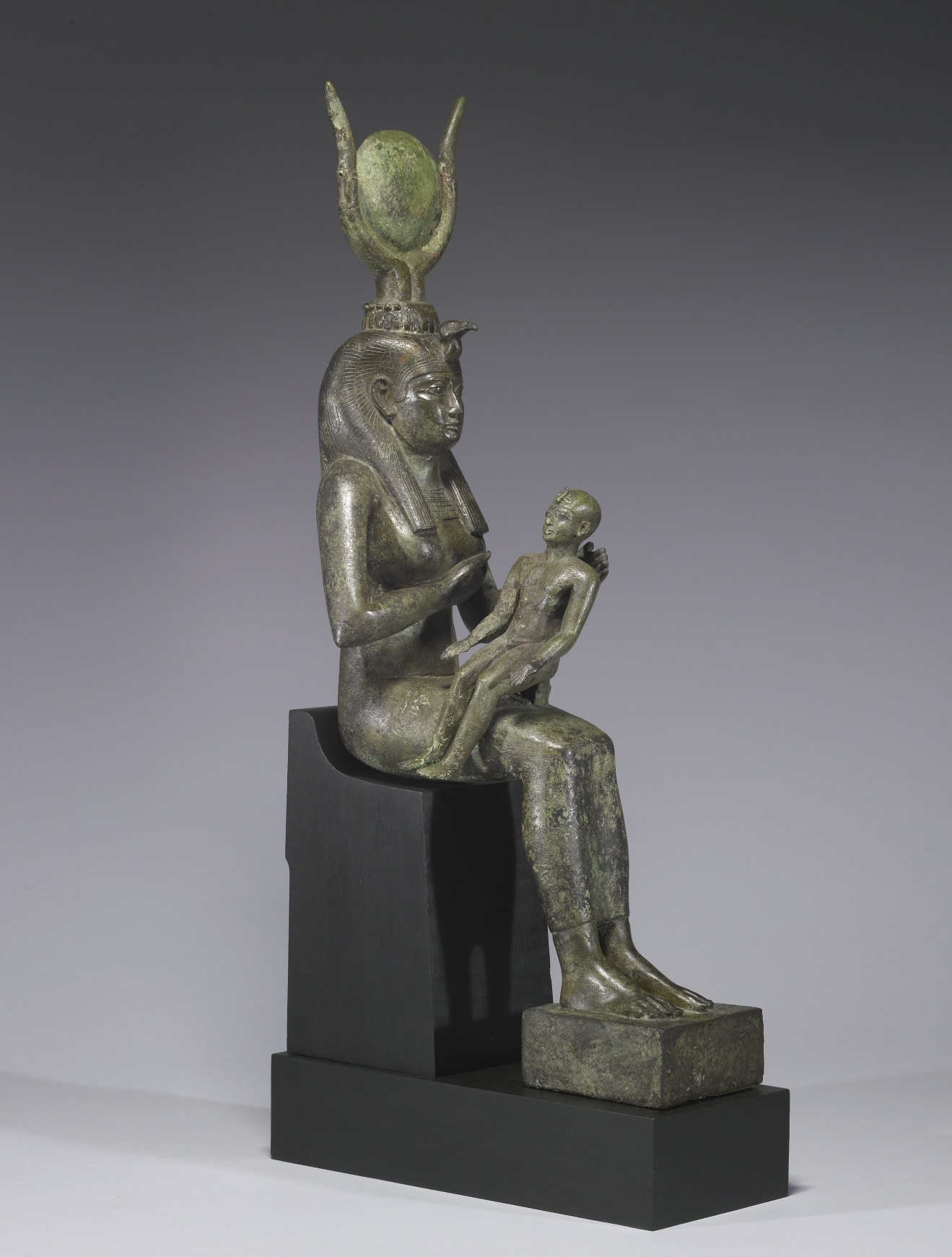
ایزیس درحال پرستاری از حوروس
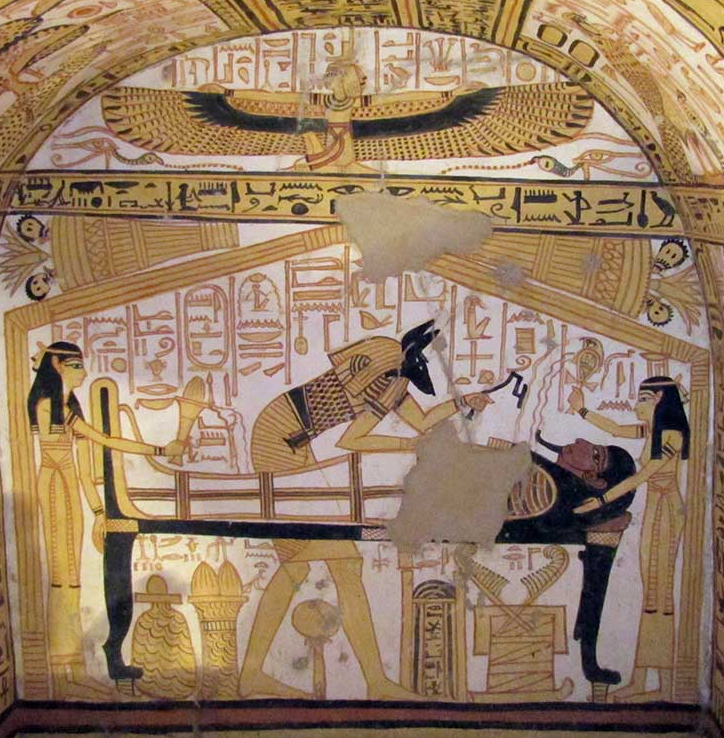
ایزیس با بالهای باز

## دوران حاضر
تا آوریل ۲۰۱۵ (فروردین ۱۳۹۴) گردبادهای منطقه شمالی اقیانوس آرام، ایزیس نام داشتند. اما سازمان جهانی هواشناسی به علت یکسان بودن نام ایزیس با واژه مخفف (سرواژه) گروه داعش، به زبان انگلیسی (ISIS)، این نام را با «ایویت» (Ivette) (از الهه‌های مصر باستان) جایگزین کرد.